# Mortes em outubro de 2021
Mortes em 2021: ← Janeiro – Fevereiro – Março – Abril – Maio – Junho – Julho – Agosto – Setembro – Outubro – Novembro – Dezembro →
Esta é uma relação de pessoas notáveis que morreram durante o mês de outubro de 2021, listando nome, nacionalidade, ocupação e ano de nascimento.

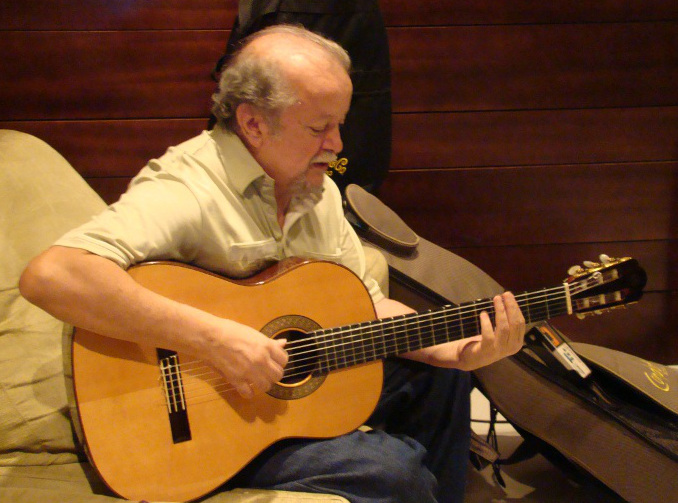
Sebastião Tapajós, violonista e compositor brasileiro.

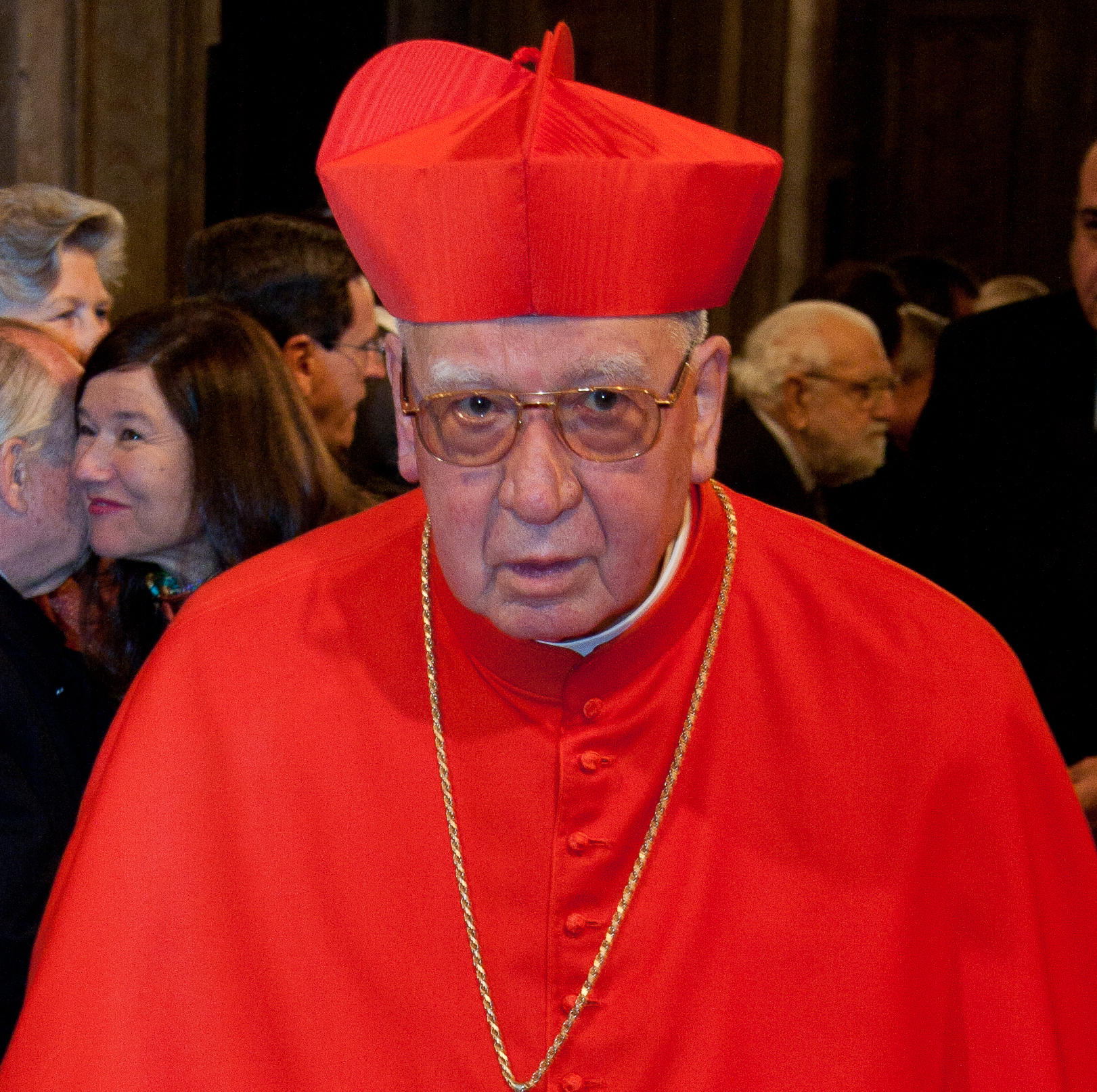
Jorge Medina, prelado chileno.

Caike Luna, ator e humorista brasileiro.

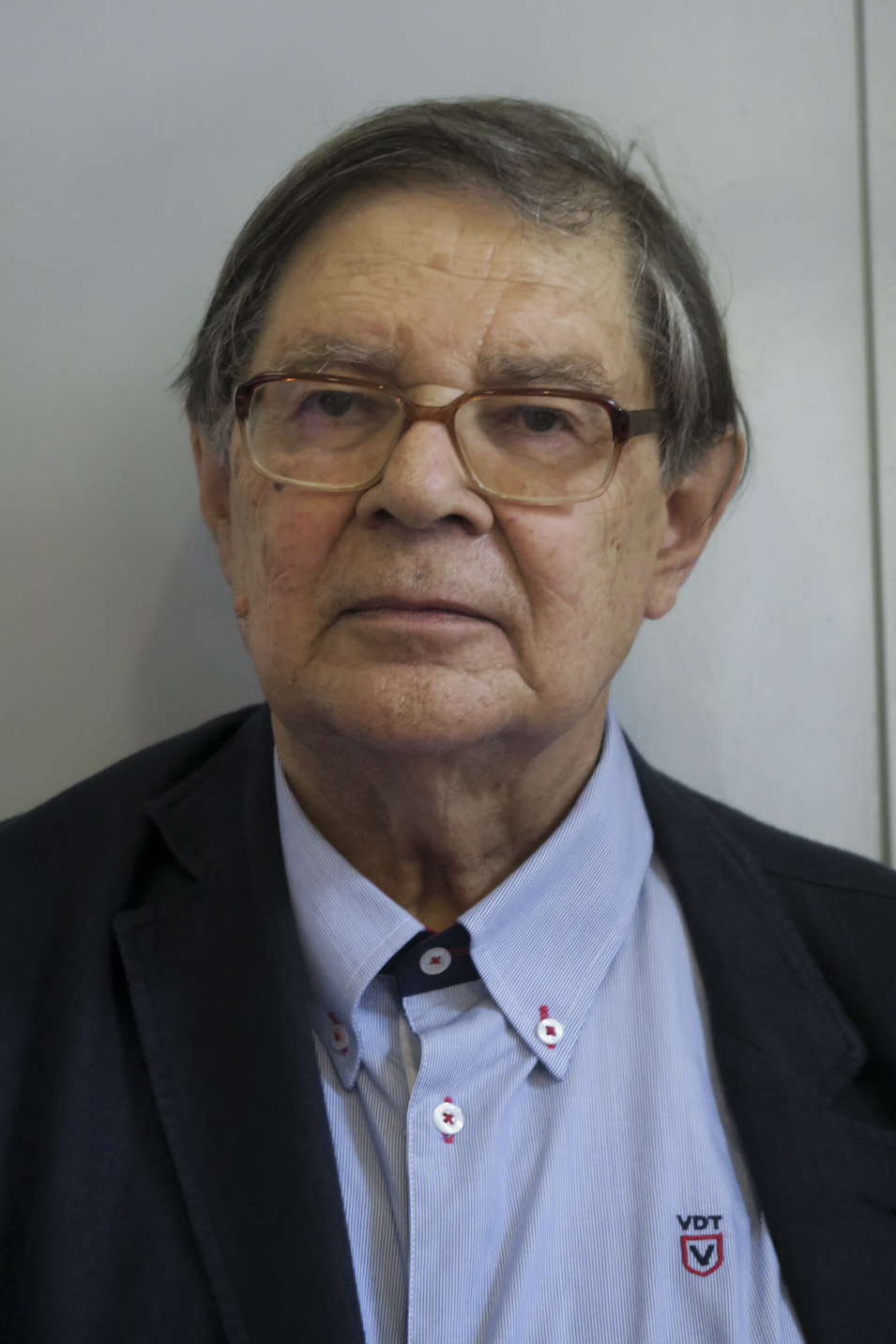
Rocha de Sousa, professor e artista português.

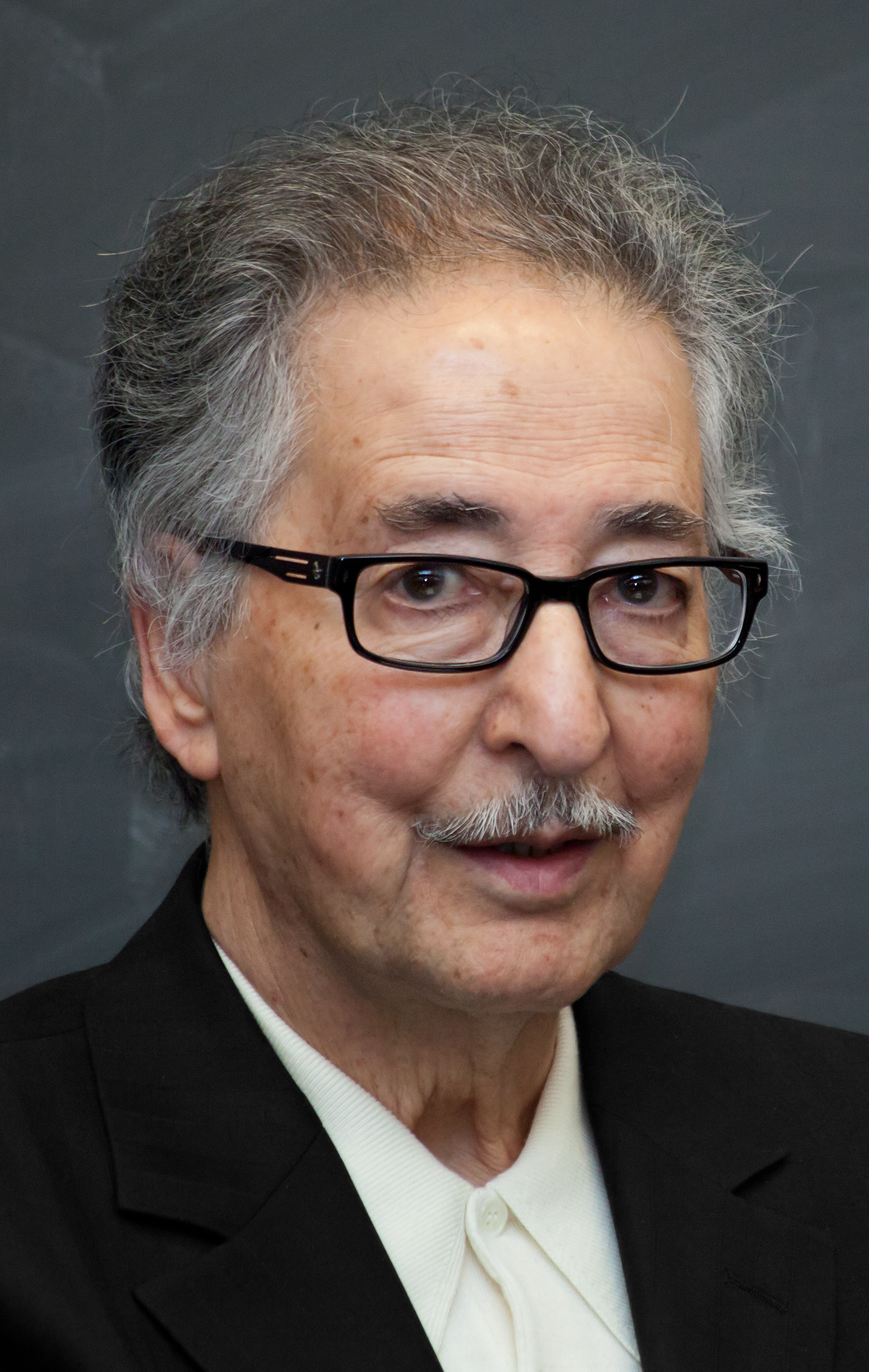
Abolhassan Bani-Sadr, político iraniano.

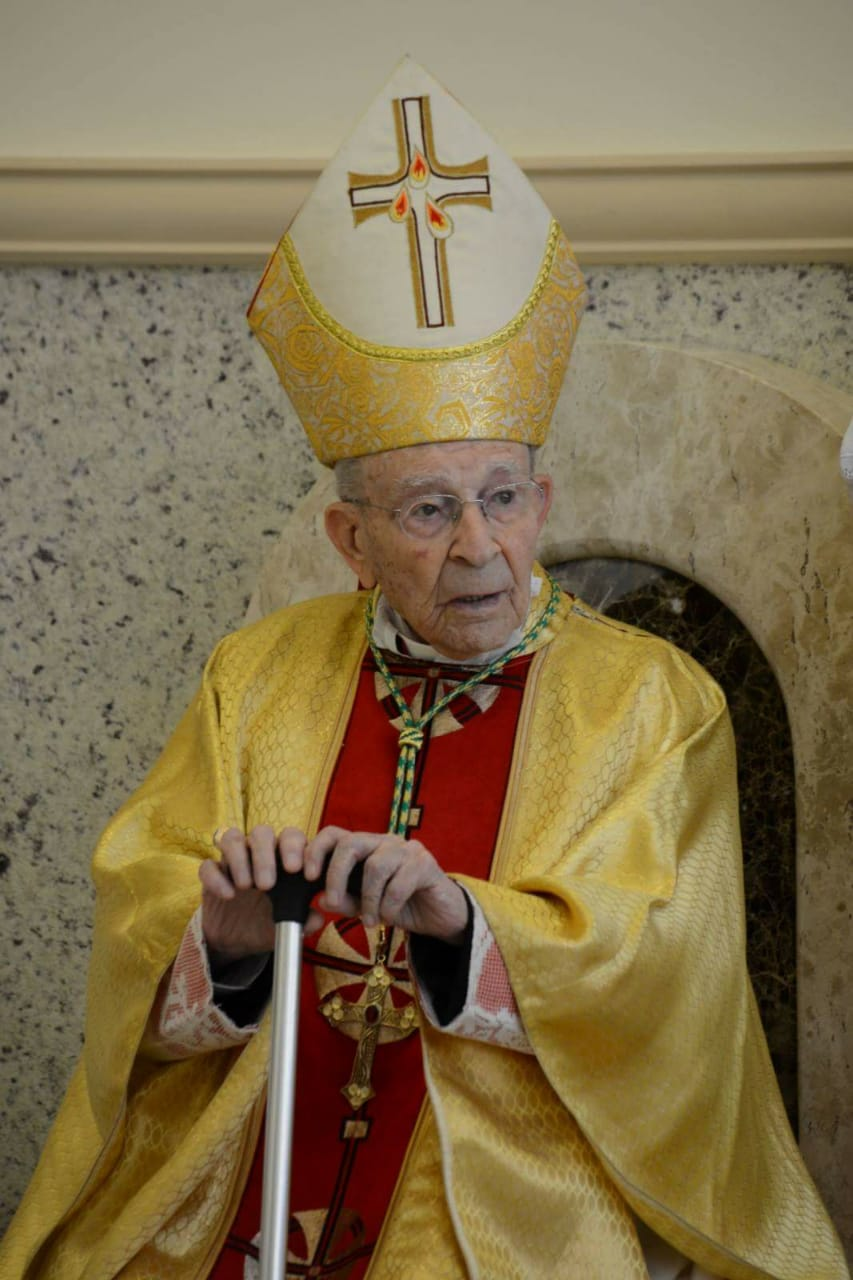
Antônio Afonso de Miranda, prelado brasileiro.

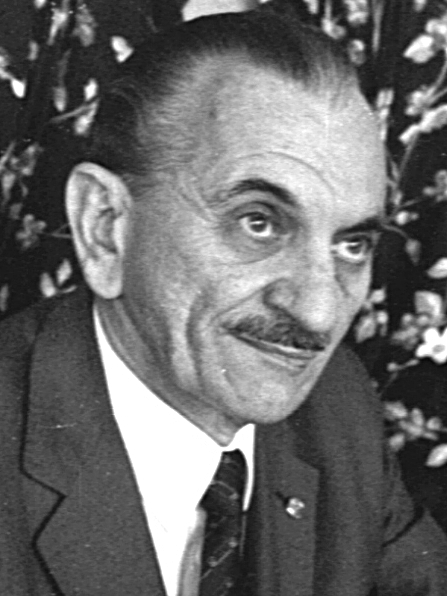
Lavoisier Maia, político brasileiro.

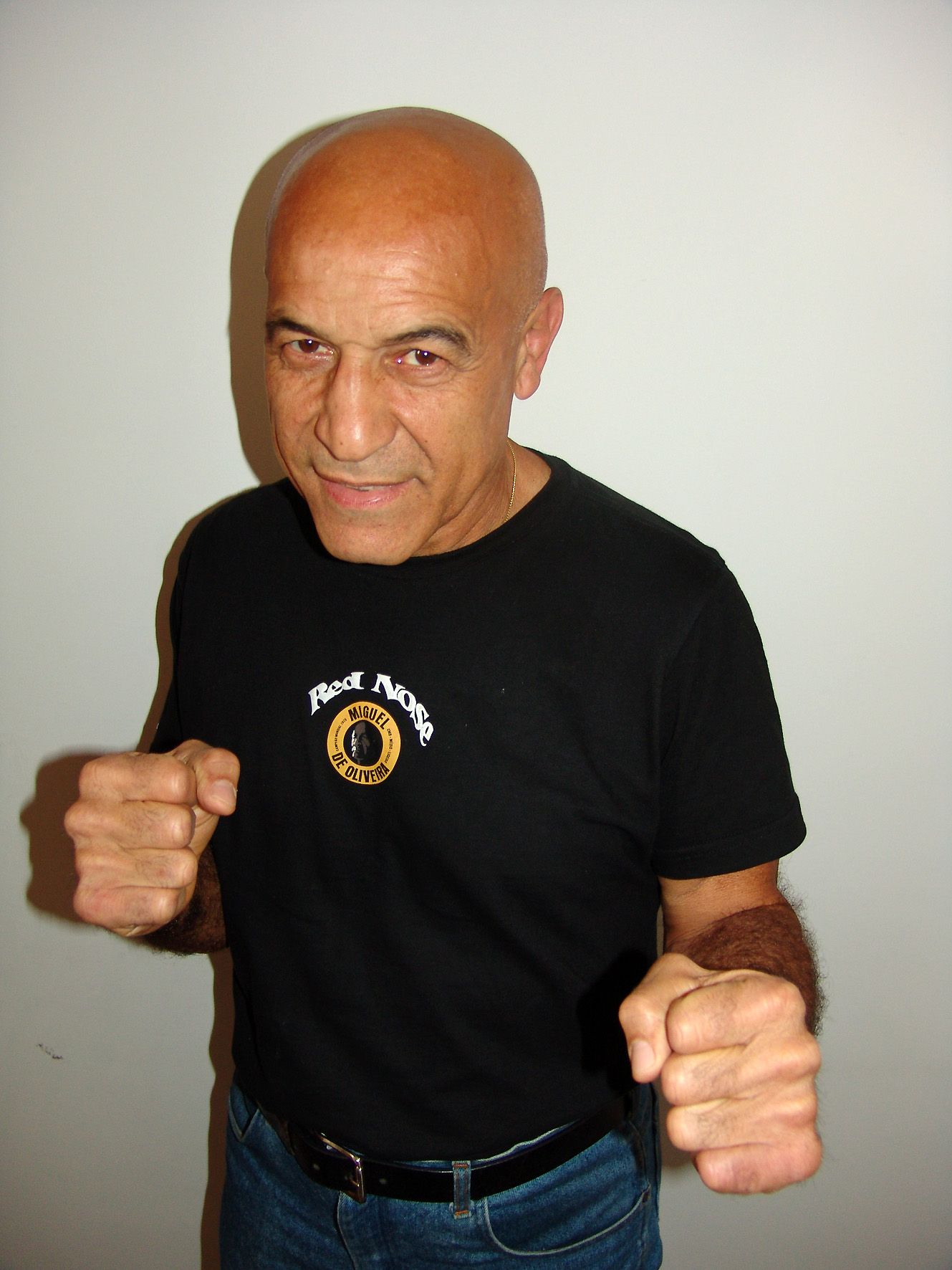
Miguel de Oliveira, pugilista brasileiro.

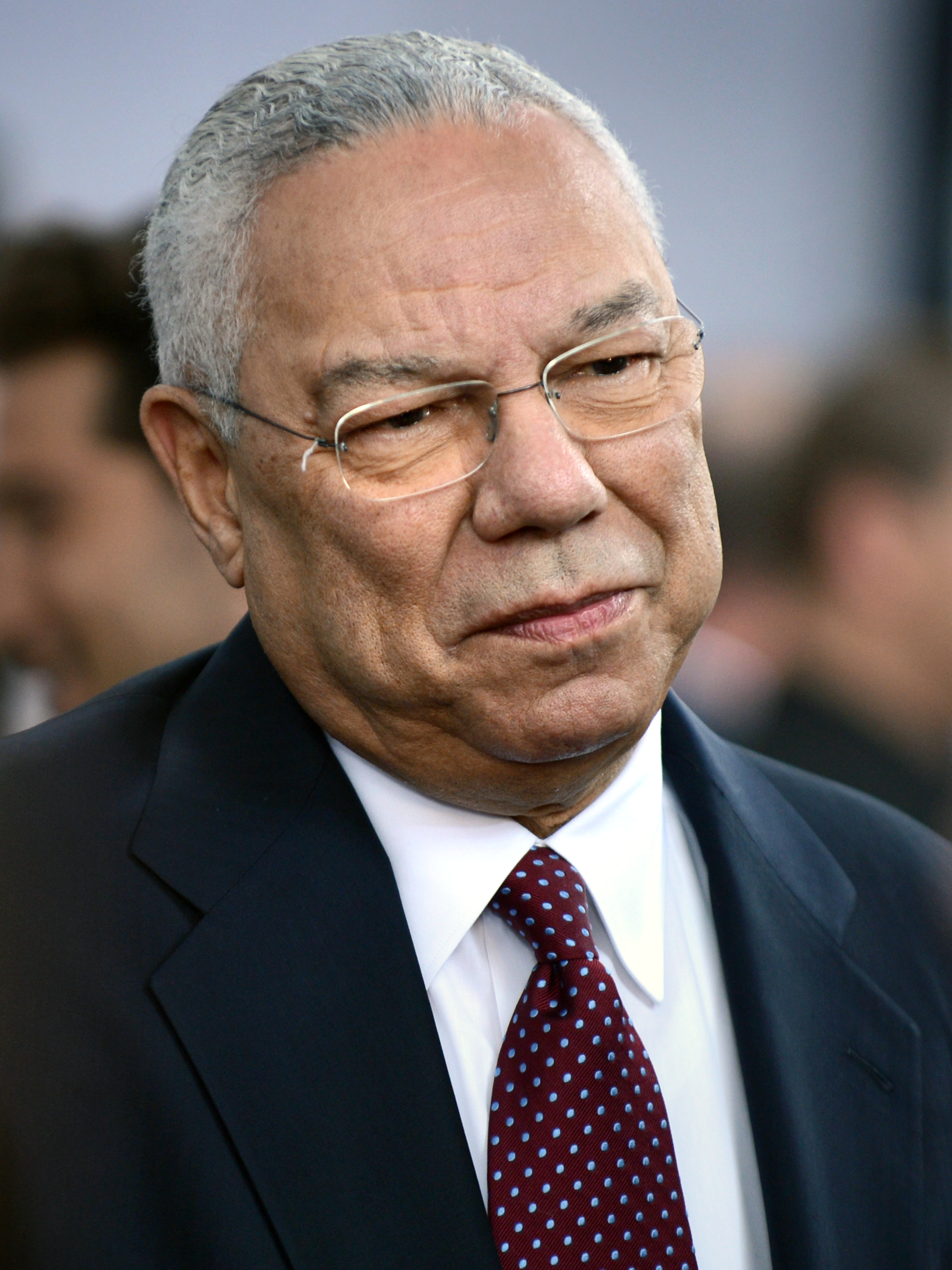
Colin Powell, político, diplomata e general norte-americano.

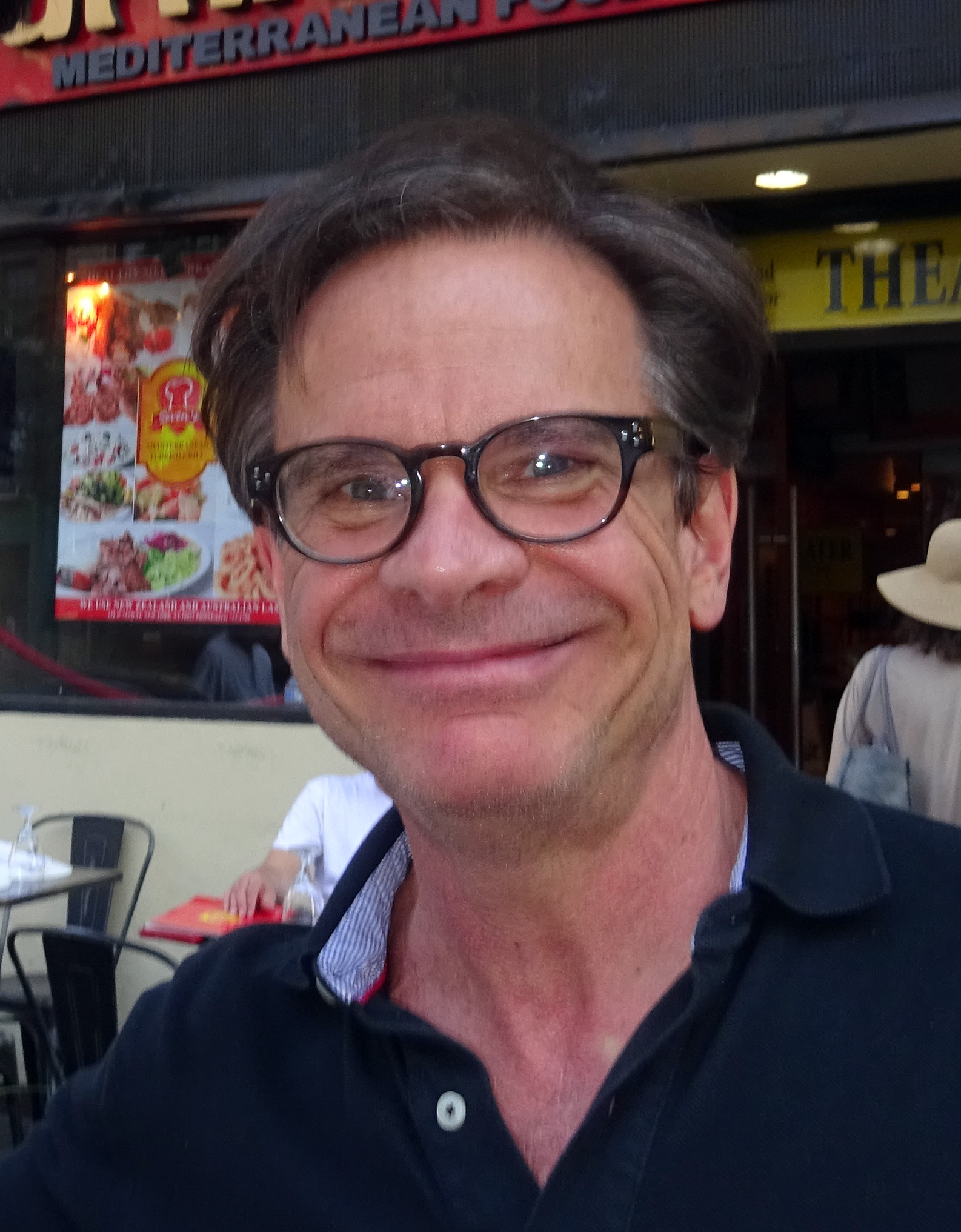
Peter Scolari, ator norte-americano.

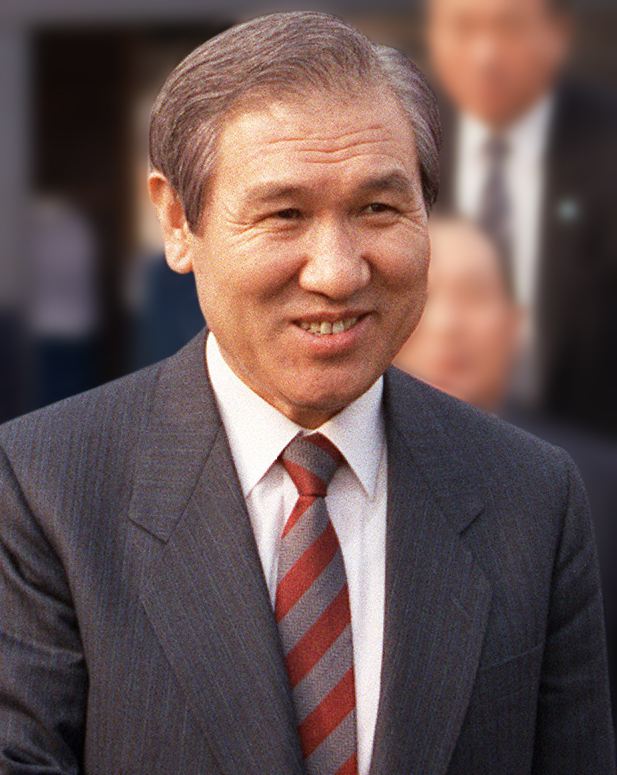
Row Tae-woo, ex-presidente da Coreia do Sul.

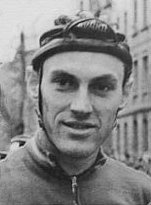
Ludovic Zanoni, ciclista romeno.

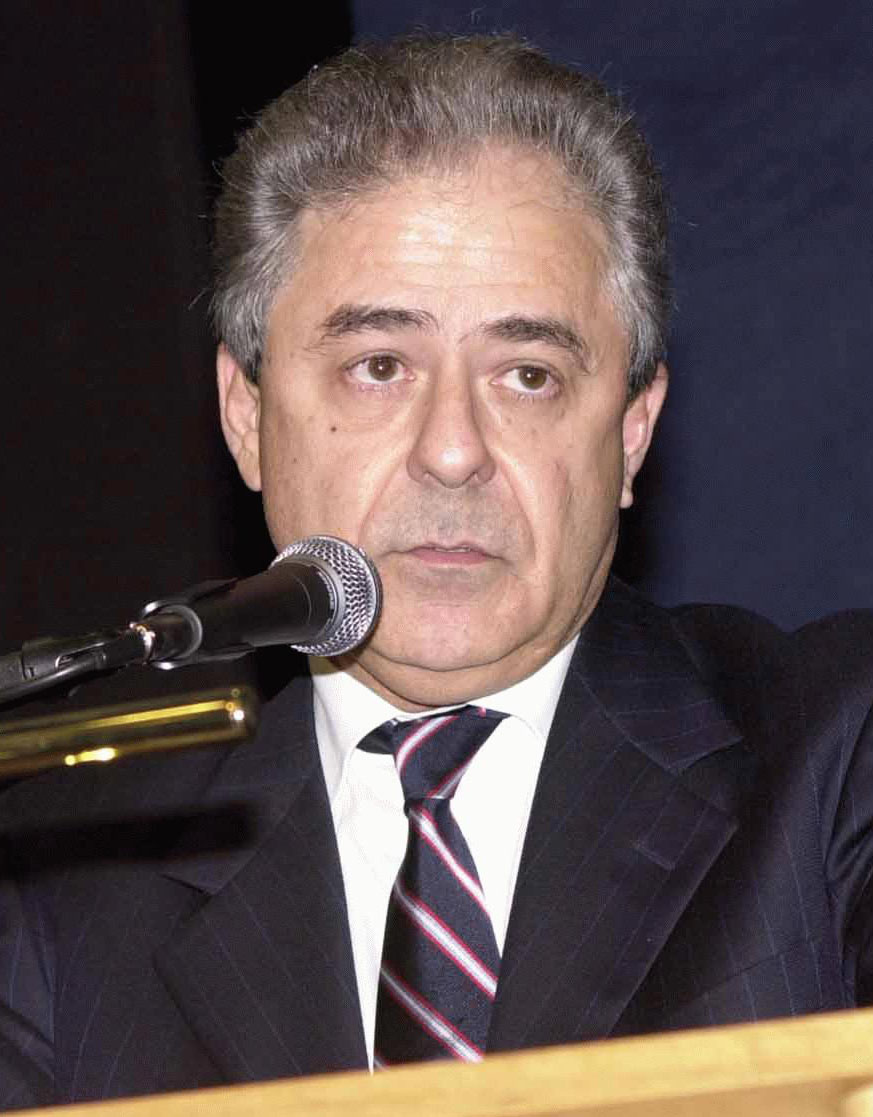
Geraldo Brindeiro, jurista brasileiro.

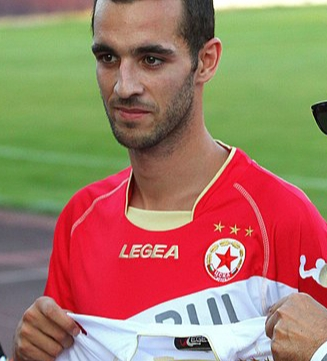
Bernardo Tengarinia, futebolista português.

| Dia | Nome                          | Profissão ou motivo de reconhecimento | Nacionalidade               | Nasc. | Ref     |
| --- | ----------------------------- | ------------------------------------- | --------------------------- | ----- | ------- |
| 1   | Vytautas Kolesnikovas         | Artista e político                    | Lituânia                    | 1948  | [ 1 ]   |
| 2   | Ioannis Palaiokrassas         | Político                              | Grécia                      | 1934  | [ 2 ]   |
| 2   | Sebastião Tapajós             | Violonista e compositor               | Brasil                      | 1943  | [ 3 ]   |
| 2   | Mortimer Mishkin              | Neurocientista                        | Estados Unidos              | 1926  | [ 4 ]   |
| 2   | Ladislaus Löb                 | Sobrevivente do Holocausto            | Roménia/ Suíça              | 1933  | [ 5 ]   |
| 2   | Benedita Barata da Rocha      | Imunologista                          | Portugal                    | 1949  | [ 6 ]   |
| 2   | Anthony Downs                 | Economista                            | Estados Unidos              | 1930  | [ 7 ]   |
| 3   | Jorge Arturo Medina Estévez   | Prelado                               | Chile                       | 1926  | [ 8 ]   |
| 3   | Lars Vilks                    | Artista                               | Suécia                      | 1946  | [ 9 ]   |
| 3   | Caike Luna                    | Ator e humorista                      | Brasil                      | 1978  | [ 10 ]  |
| 3   | José Luis Lamadrid            | Futebolista                           | México                      | 1930  | [ 11 ]  |
| 3   | Marc Pilcher                  | Maquiador                             | Reino Unido                 | 1968  | [ 12 ]  |
| 3   | Rocha de Sousa                | Professor e artista plástico          | Portugal                    | 1938  | [ 13 ]  |
| 4   | Zbigniew Pacelt               | Político, nadador e pentatleta        | Polónia                     | 1951  | [ 14 ]  |
| 4   | Fernando Echevarría           | Poeta                                 | Portugal                    | 1929  | [ 15 ]  |
| 5   | Cristóvão de Aguiar           | Escritor                              | Portugal                    | 1940  | [ 16 ]  |
| 5   | Ivo Barroso                   | Escritor e tradutor                   | Brasil                      | 1929  | [ 17 ]  |
| 5   | Francisca Celsa dos Santos    | Supercentenária                       | Brasil                      | 1904  | [ 18 ]  |
| 5   | Robert Hosp                   | Futebolista                           | Suíça                       | 1939  | [ 19 ]  |
| 6   | Otilia Larrañaga              | Dançarina e atriz                     | México                      | 1931  | [ 20 ]  |
| 6   | Patricia McMahon Hawkins      | Diplomata                             | Estados Unidos              | 1949  | [ 21 ]  |
| 6   | Apolino Salveano de Almeida   | Médico cirurgião                      | Portugal                    | 1936  | [ 22 ]  |
| 7   | Myriam Sarachik               | Física                                | Estados Unidos              | 1933  | [ 23 ]  |
| 8   | Nani                          | Cartunista, escritor e roteirista     | Brasil                      | 1951  | [ 24 ]  |
| 8   | Sanpei Shirato                | Mangaká                               | Japão                       | 1932  | [ 25 ]  |
| 8   | Arthur Mattuck                | Matemático                            | Estados Unidos              | 1930  | [ 26 ]  |
| 8   | Jerry Shipp                   | Basquetebolista                       | Estados Unidos              | 1935  | [ 27 ]  |
| 8   | Franklin Standard Johnson     | Basquetebolista                       | Cuba                        | 1949  | [ 28 ]  |
| 9   | Abolhassan Bani-Sadr          | Político                              | Irão                        | 1933  | [ 29 ]  |
| 9   | Dario Alegria                 | Futebolista                           | Brasil                      | 1944  | [ 30 ]  |
| 9   | Lauro Montana                 | Ator, DJ e professor                  | Brasil                      | 1979  | [ 31 ]  |
| 9   | Charlotte Strandgaard         | Autora e política                     | Dinamarca                   | 1943  | [ 32 ]  |
| 10  | Abdul Qadir Khan              | Cientista                             | Paquistão                   | 1936  | [ 33 ]  |
| 11  | Antônio Afonso de Miranda     | Prelado                               | Brasil                      | 1920  | [ 34 ]  |
| 11  | Lavoisier Maia                | Médico, professor e político          | Brasil                      | 1928  | [ 35 ]  |
| 11  | Javier Ruán                   | Ator e escritor                       | México                      | 1940  | [ 36 ]  |
| 11  | Joseph Rocco Bertino          | Oncologista                           | Estados Unidos              | 1930  | [ 37 ]  |
| 12  | Dragutin Čermak               | Basquetebolista                       | Sérvia/ Iugoslávia          | 1944  | [ 38 ]  |
| 12  | Raúl Isaías Baduel            | Político e general                    | Venezuela                   | 1955  | [ 39 ]  |
| 12  | Eddie Jaku                    | Sobrevivente do Holocausto            | Alemanha/ Austrália         | 1920  | [ 40 ]  |
| 12  | Emani 22                      | Cantora                               | Estados Unidos              | 1998  | [ 41 ]  |
| 13  | Nebelhexë                     | Cantora e escritora                   | Alemanha                    | 1969  | [ 42 ]  |
| 14  | Lee Wan-koo                   | Político                              | Coreia do Sul               | 1950  | [ 43 ]  |
| 14  | Manoel Paulo Nunes            | Escritor                              | Brasil                      | 1925  | [ 44 ]  |
| 14  | Tom Morey                     | Engenheiro, músico e surfista         | Estados Unidos              | 1935  | [ 45 ]  |
| 14  | Fernando Miranda              | Professor e político                  | Portugal                    | 1936  | [ 46 ]  |
| 14  | Abou Mosab al-Barnaoui        | Terrorista                            | Nigéria                     | 1994  | [ 47 ]  |
| 15  | Miguel de Oliveira            | Pugilista                             | Brasil                      | 1947  | [ 48 ]  |
| 15  | Alfredo López Austin          | Historiador                           | México                      | 1936  | [ 49 ]  |
| 15  | David Amess                   | Político                              | Reino Unido                 | 1952  | [ 50 ]  |
| 15  | Joanna Cameron                | Atriz                                 | Estados Unidos              | 1951  | [ 51 ]  |
| 16  | Alan Hawkshaw                 | Compositor                            | Reino Unido                 | 1937  | [ 52 ]  |
| 16  | José Ramón Ceschi             | Sacerdote e apresentador              | Argentina                   | 1941  | [ 53 ]  |
| 17  | Robin Wood                    | Escritor e cartunista                 | Paraguai                    | 1944  | [ 54 ]  |
| 17  | Kazuya Watanabe               | Empresário                            | Japão                       | 1931  | [ 55 ]  |
| 18  | Colin Powell                  | Militar, diplomata e político         | Estados Unidos              | 1937  | [ 56 ]  |
| 18  | Edita Gruberova               | Soprano                               | Eslováquia/ Tchecoslováquia | 1946  | [ 57 ]  |
| 18  | János Kornai                  | Economista                            | Hungria                     | 1928  | [ 58 ]  |
| 18  | Miguel Palmer                 | Ator                                  | México                      | 1942  | [ 59 ]  |
| 18  | Ralph Carmichael              | Compositor e maestro                  | Estados Unidos              | 1927  | [ 60 ]  |
| 18  | Jo-Carroll Dennison           | Atriz                                 | Estados Unidos              | 1923  | [ 61 ]  |
| 18  | William Lucking               | Ator                                  | Estados Unidos              | 1941  | [ 62 ]  |
| 19  | Armanda Passos                | Pintora                               | Portugal                    | 1944  | [ 63 ]  |
| 19  | Leslie Bricusse               | Compositor                            | Reino Unido                 | 1931  | [ 64 ]  |
| 19  | Jack Angel                    | Comediante e ator                     | Estados Unidos              | 1930  | [ 65 ]  |
| 19  | Donald Lewis Shaw             | Professor e comunicador               | Estados Unidos              | 1936  | [ 66 ]  |
| 20  | Dragan Pantelić               | Futebolista                           | Sérvia/ Iugoslávia          | 1950  | [ 67 ]  |
| 20  | Mihaly Csikszentmihalyi       | Psicólogo                             | Estados Unidos/ Croácia     | 1934  | [ 68 ]  |
| 20  | Wolfgang Götze                | Físico e professor                    | Alemanha                    | 1937  | [ 69 ]  |
| 20  | Dino Felisetti                | Político                              | Itália                      | 1919  | [ 70 ]  |
| 21  | Bernard Haitink               | Violinista e maestro                  | Países Baixos               | 1929  | [ 71 ]  |
| 21  | Halyna Hutchins               | Cineasta e jornalista                 | Ucrânia                     | 1979  | [ 72 ]  |
| 21  | Martha Henry                  | Atriz                                 | Canadá                      | 1938  | [ 73 ]  |
| 22  | Peter Scolari                 | Ator                                  | Estados Unidos              | 1955  | [ 74 ]  |
| 22  | Udo Zimmermann                | Compositor                            | Alemanha                    | 1943  | [ 75 ]  |
| 23  | Aleksandr Rogozhkin           | Cineasta                              | Rússia                      | 1949  | [ 76 ]  |
| 24  | Ubirajara Mota                | Futebolista                           | Brasil                      | 1936  | [ 77 ]  |
| 24  | James Michael Tyler           | Ator                                  | Estados Unidos              | 1962  | [ 78 ]  |
| 25  | Fófi Yennimatá                | Política                              | Grécia                      | 1964  | [ 79 ]  |
| 25  | Aleksandar Shalamanov         | Futebolista e esquiador               | Bulgária                    | 1941  | [ 80 ]  |
| 26  | Roh Tae-woo                   | Político                              | Coreia do Sul               | 1932  | [ 81 ]  |
| 26  | Lailson de Holanda Cavalcanti | Cartunista e músico                   | Brasil                      | 1952  | [ 82 ]  |
| 26  | Walter Smith                  | Treinador de futebol                  | Reino Unido                 | 1948  | [ 83 ]  |
| 26  | Gilberto Braga                | Autor de telenovelas                  | Brasil                      | 1945  | [ 84 ]  |
| 26  | Linda Carlson                 | Atriz                                 | Estados Unidos              | 1945  | [ 85 ]  |
| 26  | Tiemen Groen                  | Ciclista                              | Países Baixos               | 1946  | [ 86 ]  |
| 27  | Letieres Leite                | Músico                                | Brasil                      | 1959  | [ 87 ]  |
| 27  | Christopher Wenner            | Jornalista e apresentador             | Reino Unido                 | 1954  | [ 88 ]  |
| 28  | Ludovic Zanoni                | Ciclista                              | Roménia                     | 1935  | [ 89 ]  |
| 28  | Francesco de Notaris          | Político                              | Itália                      | 1944  | [ 90 ]  |
| 29  | Puneeth Rajkumar              | Ator e apresentador de televisão      | Índia                       | 1975  | [ 91 ]  |
| 29  | Mehdi Cerbah                  | Futebolista                           | Argélia                     | 1953  | [ 92 ]  |
| 29  | Clément Mouamba               | Político                              | República do Congo          | 1943  | [ 93 ]  |
| 29  | Geraldo Brindeiro             | Jurista                               | Brasil                      | 1948  | [ 94 ]  |
| 29  | Octavio Ocaña                 | Ator                                  | México                      | 1999  | [ 95 ]  |
| 29  | Malcolm Dome                  | Jornalista e escritor                 | Reino Unido                 | 1955  | [ 96 ]  |
| 30  | Basílio do Nascimento         | Prelado                               | Timor-Leste                 | 1950  | [ 97 ]  |
| 30  | Igor Kirillov                 | Apresentador de televisão             | Rússia/ União Soviética     | 1932  | [ 98 ]  |
| 30  | Bernardo Tengarrinha          | Futebolista                           | Portugal                    | 1989  | [ 99 ]  |
| 31  | António Topa                  | Político                              | Portugal                    | 1954  | [ 100 ] |
| 31  | Vyacheslav Khrynin            | Basquetebolista                       | Rússia/ União Soviética     | 1937  | [ 101 ] |